# La taza de té
La taza de té es un cuadro del pintor francés Edgar Degas, conocido en francés como Femme à sa toilette y en inglés como Woman at her Toilet. Está realizado al pastel. Mide 95,5 cm de alto y 110 cm de ancho. Fue pintado hacia 1894. Actualmente se encuentra en la Galería Tate, de Londres, Reino Unido. También es conocido con el título de Mujer en el tocador.
En esta obra, Degas representa a una mujer peinándose el cabello pelirrojo, mientras a la derecha se ve a una criada que le trae una taza de té (o café). Sobre el tocador se ve un tibor oriental.
El tratamiento de esta toilette, o arreglo femenino, es poco convencional. Se centra el autor más en la composición, insertando el acto de peinarse en un rectángulo formado por los brazos de la mujer y el borde de la mesa. Contrasta la forma suave de la figura central con la de la criada, de perfil muy marcado. La tensión y energía que se desprende de este contraste resulta enfatizada por el rico tratamiento de las paredes y de los muebles.
Es uno de los últimos cuadros de Degas antes de quedarse ciego. Es un tipo de obra frecuente en la producción de Degas. A pesar de su naturalidad y aparente espontaneidad, son cuadros cuidadosamente estudiados.
Hay otra versión de este cuadro, en una colección estadounidense, con la variación de incorporar un perro.